# غوان أحمر الحنجرة
غوان أحمر الحنجرة (الاسم العلمي:Pipile cujubi) هو نوع من الطيور يتبع جنس الغوان بيبيل من فصيلة القرازية.